# Tarnaszentmária, Heves
Tarnaszentmária  este un sat în districtul Eger, județul Heves, Ungaria, având o populație de 229 de locuitori (2011). 

## Demografie
Componența etnică a satului Tarnaszentmária
     Maghiari (100%)
Componența confesională a satului Tarnaszentmária
     Fără religie (6,99%)
     Luterani (2,18%)
     Reformați (1,31%)
     Atei (1,31%)
     Necunoscută (88,21%)
     Alte religii (3,49%)
Conform recensământului din 2011, satul Tarnaszentmária avea 229 de locuitori. Din punct de vedere etnic, majoritatea locuitorilor (100,0%) erau maghiari, cu o minoritate de greci (1,48%). Nu există o religie majoritară, locuitorii fiind persoane fără religie (6,99%), luterani (2,18%), atei (1,31%) și reformați (1,31%). Pentru 88,21% din locuitori nu este cunoscută apartenența confesională.